# حكايا دنك وإج
حكايا دنك وإج (بالإنجليزية: Tales of Dunk and Egg) هيَ سلسلة رواياتٍ قصيرة من تأليف جورج ر. ر. مارتن تقع أحداثها في عالم سلسلة روايات أغنية الجليد والنار. تحكي السلسلة قصّة دنكن الطويل «دنك» قائد الحرس الملكي والملك إيجون الخامس «إج» قبل حوالَي 90 سنة منذ بدء أحداث سلسلة الروايات الأصليّة.
تم نشر ثلاث روايات من هذه السلسلة، الفارس الجوَّال (1998) (بالإنجليزية: The Hedge Knight)، والسَّيف المحلف (2003) (بالإنجليزية: The Sworn Sword)، والفارس الغامض (2010) (بالإنجليزية: The Mystery Knight)؛ وأعلَن مارتن عن نيّته في إكمال السلسلة. وقد جُمِعت الروايات الثلاث في كتاب واحدٍ تحت عنوان فارس من الممالك السبعة (بالإنجليزية: A Knight of the Seven Kingdoms) ونُشرَ في 6 أكتوبر 2015 واحتوى على رسوماتٍ توضيحية من رسم جاري جياني.

## الروايات

### الفارسالجوَّال
نُشِرت القصّة للمرة الأولى في 25 أغسطس 1998 في كتاب أساطير مختارة من تحرير روبرت سيلفربيرج، حيث جُمِعت فيه عدّة روايات فنتازيّة قصيرة من تأليف عددٍ من الكُتّاب وكان مارتن من بينهم. ثُم عُدّلت القصّة وحوّلت إلى رواية مصورة من ستّة أجزاء من رسم مايك س. ميلر ونُشِرت بين عامَي أغسطس 2003 ومايو 2004 من قِبَل Dabel Brothers Productions.
تقع أحداث القصة في عام 209 بعد فتح إيغون، أي قبل حوالَي 90 سنة منذ بدء أحداث سلسلة الروايات الأصليّة أغنية الجليد والنار. وتحكي قصّة دنك مرافِق أحد الفرسان الذي يلتقي بصبي صغير يُدعى إج، وهو في طريقه للتنافس في بطولة روضة أشفورد، حيثُ أُقيمَت هذه البطولة على شرف ابنة اللورد أشفورد للاحتفال بذكرى ابنته الثالثة عشرة.

#### ملخص الأحداث
توفّي فارسٌ جوّال يُدعى السير أرلان البينيتري في إحدى الليالي، فام مُرافِقه دنك بدفنه، وبعد دراسة عدّة خيارات، قرّر دنك إكمال رحلته إلى مدينة آشفورد والتنافس في البطولة كفارس. وحصل على ما تركه السير آرلان بعد وفاته، بما في ذلك درعه الخاص، وثلاث أحصنة، ومعدّاته، وبعض المال المُتبقّي. وفي إحدى الحانات على الطريق يُقابِل فتى حليق الرأس يُدعى إج الذي يتبعه سرّاً إلى آشفورد.
عند وصوله لآشفورد، يقوم دنك ببيع إحدى الخيول لتجهيز درعه، ويضع اسمه ضمن قائمة المُتنافسين في البطولة. ولكن بدون إثباتٍ لفروسيّته، يُمنع بدايةً من الاشتراك في البطولة، إلّا أن الأمير بيلور تارجارين بن دايرون الثاني يكفَله. لا يُشارك دنك في اليوم الأول من البطولة بل يكون موجوداً بين العامة الناس وبجانبه إج، ينتهي ذلك اليوم بإهانة الأمير إريون تارجارين لنفسه بعد أن قَتَل حصان السير همفري هاردينغ.
في تلك الليلة، يُبلِغ إج دنك أن فتاة المسرح التي التقى بها في وقت سابق تتعرّض للضرب من قِبَل الأمير إريون. يذهب دنك لنجدتها بسرعة ويُهاجم إريون. وبعد اعتقال الحرس المَلكي له، يكشف إيجون عن نفسه بأنه إيجون تارجارين شقيق الأمير إريون. وفي السجن، يُقرّر القبول بمحاكمة عن طريق القتال بدلاً من قطع يده، إلّا أن الأمير إريون يعترض ويُطالب بمحاكمة ولكن عن طريق قتال 7 ضد 7، لذا يتوجّب على دنك إجاد 6 فرسان آخرين للقتال بصفّه، أو سيخسر.
ستيفون فوسواي كان أوّل حليف يجده دنك، وقد وعده هو ومرافقه وابن عمّه ريمون فوسواي وإج بإجاد فُرسانٍ آخرين. عاد ريمون بـ السير همفري هاردينغ والسير همفري بيسبوري الذين يسعيان للانتقام من المظلَمة التي ارتكبها إريون ضد هاردينغ. وجَلَب إج السير روبين ريسلينغ والسير ليونيل باراثيون المعروف باسم الزوبعة الضاحكة، وكلاهما يسعيان لنيل شرف الانتصار في أولى محاكمة سباعيّة خلال ذلك القرن. ستيفون فوسواي يُقرّر بعد ذلك الانضمام للفريق الآخر وذلك بعد أن أغراه الأمير إريرون بأنه سيمنحه لقب اللورد، يغضب ريمون من غدر ابن عمّه فيقرر الانضمام والمنافسة في صفّ دنك، ولك قبل إعطاء دنك جواباً لذلك، يرسِله اللورد آشفورد بعيداً، وليونيل يمنح ريمون فرسانه. ومع بقاء فارسٍ واحد، يُحاول دنك إبجاده ولكن دون جدوى. واخيراً، يُعلِن الأمير بيلور تارجارين عن كونه سيكون الفارس رقم 7 في صفّ دنك، على ارُغم من أنّه سيُنافِس ثلاثة من أفراد عائلته وثلاث أفراد من حرس والده الملكي.
يقف المحاربون الـ14 على صفّ واحد مُقابِل بعضهم. يُقاتِل دنك الأمير إريون، ويبدأ النزال، وسُرعان ما يقع دنك مع على حصانه. وكاد دنك أن يُهزَم، لولا أنه استفاد من طولِه لإيقاع إريون وتثبيتِه أرضاً فأعلن ذلك الأخير خضوعه واستسلامه، يسحب إريون اتهامه فيما بعد وهكذا تنتهي المحكمة. قُتِل خلال النزال همفري كلاهما، والأمير بيلور الذي لم يُحضِر درعه فمات بضربة على رأسه. وبعد النزال، يُقدّم الأمير ماكار الأول تارجارين -والد أيجون وإريون- عرضاً لدنك ببقاءه وتعليم إيجون أصول الفروسيّة ليكون أفضل من أخيه، إلّا أنه يرفض ويطلب أن يُسافِر إيجون معه ويكون كمرافقٍ له بدلاً من ذلك، فيوافق الأمير ماكار على ذلك مع التأكيد عليه استخدام اسم إج لتجنّب الإشاعات. وهكذا تبدأ رحلة دنك وإج إلى مدينة دورن بحثاً عن فتاة المسرح التي أنقذها دنك.

### السَّيفالمحلف
نُشِرت القصّة الثانية في 2003 في كتاب أساطير مختارة 2 وهي من تحرير روبرت سيلفربيرج أيضاً. وكسابقتها، حوّلت الرواية لرواية مصوّر من قِبَل بين آفيري ورسم مايك س. ميلر وهي من نشر وتوزيع مارفل كومكس في 18 يونيو 2008. تستكمل القصّة أحداثها بعد عام ونصف من وقوع أحداث الفارس الجوّال، حيثُ تُركّز بشكل كامل على دنك وإج وما يتعرضان له من مصاعب في طريقهم للفروسيّة في الممالك السبعة.

#### ملخص الأحداث
تبدأ القصة بعد عامٍ ونصف على وقوع أحداث الرواية الأولى، حيث أن كِلا دنك وإج في خِضمّ جفاف عظيم في منطقة الريتش -الذي عُرِف باسم بلاء الصيف العظيم-. وكان دنك قد أقسم بسيفه بالولاء للسير يوستاس أوسغري من ستاندفاست، وهو فارس قديمٌ عجوز يعيش لوحدِه في معقله وذلك بعد مقتَل عائلته وهزيمته خلال تمرد البلاكفاير الأول. يقوم السير يوستاس بلفت انتباه دنك وإج إلى صراع يحتمل أن يكون مميتاً مع جارته الليدي روهان ويبر المُلقّبة بـ الأرملة الحمراء. يعود كلّ من دنك وإج إلى ستاندفاست بعد رحلةٍ قصيرة إلى قرية دوسك بحثاً عن الامدادات، ويكشفان خلال عودتهم جدولاً يجفّ فجأة معروف باسم مياه تشيكي. يشكّان بالأمر، فيذهبان للتحقيق بأمر ذلك الجدول مع السير بينيس على الرغم من إذعانه -وهو فارس جوّال يخدم السير يوستاس أيضاً-. وبعد تتبّعهم للنهر يكتشفون أن عمّال الليدي روهان قد قاموا ببناء سد. وبعد أن رفض العمال هد السد، يُهاجمهم السير بينيس ويجرح أحدهم ويرسلهم بعيداً، مما يضع بعين الاعتبار عداءً بين العائلتين.
يعود الفرسان للسير أوسغري ويخبرونه بما حصل، يُدرك ذلك الأخير أن الليدي روهان لن تسكت عمّا حصل وستعتبر أن مَسّ أحد عمّالها وكأنه مسٌّ لشرفها وستنتقم لذلك، فأمر السير بينيس ودنك جمع الرجال من قراه الثلاث الحليفة وتدريبهم على القتال. يرى دنك أن هناك حلٌ آخر وذلك بإرسال أحد ما من قلعة كولدموات التابعة لهم إلى الليدي ومحاولة التفاوض معها وتعويضها ماليّاً. وعندما يلتقي دنك بالليدي يرى أنها مُختلفة عما يُقال عنها، فهي امرأة شابّة جميلة تجذب الرجال بعكس ما يُقال أنها أرملة عجوز. وعَلِمَ هناك أن النهر لا ينتمي للسير يوستاس، فقد كان لآل أوسغري ولكنّه أُخِذَ منهم مع أعقاب هزيمة ديمون الأول بلاكفاير خلال تمرّده حيث كانوا يدعمونَه، ووهبه الملك دايرون الثاني تارجارين لـِ آل ويبر لخدمتهم وتفانيهم خلال التمرّد إياه. ويعلمان أيضاً أنه يجب على الليدي الزواج بأسرع وقت أو ستفد أراضيها لصالح ابن عمّها كما جاء في وصيّة والدها، كما كلّف والدها السير لوكاس إينشفيلد بحمايتها من الخطّابين الغير مُستحقين لها؛ لذا قام السير لوكاس بحمايتها حرفيّاً من جميع الخاطبين ومحاولة الزواج منها.
لا ينتهي الاجتماع بخير، حيث ترفض الليدي روهان تدمير السد أو قبول التعويض المالي. وتطالب بأن يُسلّم السير بينيس نفسَه أو أنها ستحصل عليه بالقوّة. وفي الصباح التالي يذهب كل من السير أوسغري ودنك وإج للقاء الليدي روهان قرب النهر مع جيشها الصغير. استطاع دنك حينها أن يتفاوض مع الليدي روهان على انفراد، وأراها خاتم إج ليُثبت لها أنّه أمير تارجارياني، ويقدّم دَمه لليدي روهان وذلك بقطع خدّه. تتعجّب الليدي من ذلك ولكنّها تُصرّ على اعتذار رسمي يُقدّمه السير يوستاس لها وهو الأمر الذي يرفضه بدوره، في النهاية يُقرر الطرفان تسوية الأمر بصراع بينهما، فيقاتل دنك السير لوكاس وكان قادر على قتله ولكنّه يتركه.
وبشكل مُفاجئ، عندما يستيقظ يجد أن السير يوستاس والليدي روهان قد حلّا مشاكلهما وتزوّجا. ويطلب البقاء في ستاندفاست ويكون قائداً للحرس ولكنّه يرفض، ثم يلتقي بالسيدة روهان في إحدى اسطبلاتها وتُقدّم اعتذارها له وتُهديه واحداً من أجمح أحصنتها، وتُصرّ أكثر عندما يرفضه مُخبرةً إياه أن عليه أخذ شيء يُذكّره بها، فينتهي الجَدل بقبلةٍ حارّة ويقطع دنك جديلتها مُخبراً إيّاها أن هذا أكثر شيء سيُذكّره بها. ثُم يرحل هو وإج متوجّهاً نحو الجدار.

### الفارس الغامض
نُشِرت في 2010 في كتاب محاربون وهي مجموعة قصصية تتناول في موضوعها الحروب والمحاربون، وهي من تحرير جورج ر. ر. مارتن وغاردنر دوزوا. وتتبع أحداث الجزء الأسبق خلال عهد آريس الأول بن دايرون الثاني تارجارين، وما حدث من عواقب بعد تمرد البلاكفاير الأول والأحداث التي مهّدت لتمرد بلاكفاير الثاني.

#### ملخص الأحداث
تبدأ القصّة برحيل دنك وإج من مدينة ستوني سِبت متوجّهين شمالاً تلبيةً لنداء اللورد بيرون ستارك حيثُ استدعاء حُلفاءه من الفرسان لمساعدته في إيقاف غارات آل غريجوي على الساحل الشمالي. في طريقهم صادفوا سِبتون قُطِع رأسه لخيانته في التبشير. ثُم يقابلان مجموعة من الفُرسان المتوجّهين لحضور بطولة وحفل زفاف اللورد أمبروز بوترويل لـ آل فراي، الفرسان الذين قابلوهم هم بريندين بيك من مدينة ستاربايك، واللورد ألين كوكشاو ورجلاً بملابس فارهة يدّعي أنه فارسٌ جوّال يُدعى السير جون اللاهي. هوجِم دانك وأُهينَ من قِبَل كوكشاو وبيك وفيدلر عامله بهدوء. وقبل رحيله دعاه السير جون لحضور حفل الزفاف حيث أن الفائز في البطولة ستكون جائزته بيضَة تنين. يُقرر دنك الذهاب للحفل وفي طريقه يُصاحِب ثلاث فُرسان جوّالين، السير ماينارد بلوم، والسير كايل الهِر، وفارِسٌ يُدعى غليندون بول الذي يدّعي أنّه نغل الفارس الشهير كوينتين بول المحارب الشهير الذي قاتل في صفّ ديمون الأول بلاكفاير خلال تمرّده.
أُقيم الزفاف في قلعة الحيطان البيضاء معقل آل بوترويل. يَصِل اللورد فراي مع وريثه الشرعي وابنه الأكبير ذو الأربع سنوات والدر فراي وابنته البالغة من العمر 15 سنة والتي ستتزوّج اللورد أمبروز بوترويل. يعلم دنك من إج أنّ اللورد بوترويل بحدّ نفسه لم يُشارك في تمرّد بلاكفاير بيدَ أن كِلا ابنَيه شاركا فيه بيد أن أحدهم قاتل تحت راية التنين الحمراء والآخر تحت الراية السوداء، مما يحفظ مكانتهم ليكونوا مع الجانب الفائز، لكن كلا ابنيه ثٌتلا في معركة معركة حقل ريدجراس. يرتاب إج كثيراً خلال الحفل، حيث أنّه يرى كثيراً من الرجال يرفعون رايات التنين الأسود. وبعد نهاية الزفاف تبدأ فعاليات البطولة، حيث يُقرر دنك المشاركة فيها باسم فارسٍ غامض يُدعى فارس المشنقة، ولكنّه يُهزم على يَد السير أوثور أندرلاف في المبارزة الأولى حيث كاد أن يقتله. يتعافى دنك من جروحه في وقت لاحق، ويذهب للسير أندرلاف ليُعطيه درعه وحصانه اعترافاً منه بهزيمته، يُخبره أندرلاف حينها أن شخصاً ما رشاه لقتله في المبارزة النهائية. بيد أنه وقبل بدء المبارزة النهائية تنتشر شائعات مفادها أنّ بيضَة التنين قد سُرِقت والمُلام على ذلك هو السير غليندون بول الذي يسجنه بيك.
يُلاحظ دنك أن مُرافقه إج مفقود كذلك، فيخرج بحثاً عنه. وخلال بحثه يتقاتل مع ألين كوكشاو الذي يدّعي أن أندرلاف رشاه لقتله ويلقيه في البئر يَقدِم ماينارد بلوم لمساعدته ويكتشف أنه أحد جواسيس يَد الملك اللورد بلودرافن حيث أن لديه جواسيس في كل مكان وأن جون اللاهي ما هو اسم مستعار لـِ ديمون الثاني بلاكفاير. يجد دنك إج في سِبت مع اللورد بوترويل الخائف على نفسه بعد اكتشافه هويّة إج الحقيقية، يُحاول صِهر اللورد بوترويل توم هيدل قتل إج للتحريض على نشوب حرب، بيد أن دنك يقتله ويأمره بالفرار. ولكسب بعض الوقت، يواجه دنك جون اللاهي ويتهم غورمان بيك بخيانته وسرقته لبيضة التنين بأمرٍ من جون.
في ذلك الوقت، يصل جيشٌ كبير تحت إمرة يَد الملك ويحاصر القلعة ويتم القبض على ديمون. يُقابل دنك وإج يَد الملك اللورد بلودرافن، ويطالب إج اليَد بإعطاء ائزة لدنك وغليندون والفرسان الآخرين. ولأجل الاستسلام بدون الدخول في معركة، وهب اللورد بوترويل حياته خدمة ليَد الملك وعُشر ثروته كذلك، بيدَ ان قلعَته صودرت منه لصالح العرش الحديدي وهُدِمت. اللورد بلودرافن وبناء على طلب إج أعطى دنك ذهباً تعويضاً عن درعه التي فقدها. أما بيضة التنين فقد اكتشف أن أح الأقزام الذي حضروا الحفل كان تابعاً ليَد الملك وأخذ البيضة بأمرٍ منه، وهكذا انتهى تمرّد البلاكفاير الثاني.

### المجموعة القصصية
في الوقت الذي كان من المفروض أن تصدر جميع حكايا دنك وإج في كتاب مختارات قصصية كما هو الحال مع الأجزاء الثلاث الأولى ثُم جمعهم في كتاب واحد، إلا أنه عندما صدرت قصة الفارس الغامض بدى جليّاً أن القصة ستكون طويلةً جداً بالنسبة لذلك. مارتن يُخطّط لإصدار مجموعة الروايات في كل منها ثلاث قصص. أولى تلك المجموعات احتوت على الروايات الثلاث الأولى، ونُشِرت في 6 أكتوبر 2015 تحت عنوان فارس من الممالك السبعة.

## الأجزاء المُتبقية
قال مارتن أنه يُخطط لإصدار المزيد من الأجزاء لهذه السلسلة، حيث سيكون عددها بين الـ6 إلى الـ12 جُزء، وستتناول في موضوعاتها الحياة الكاملة لتلك الشخصيّتين. وقد تحدّث مارتن عن الجُزء الرابع الغير مُكتَمل من السلسلة والذي يحمل عنوان ذئبة وينترفيل والتي كان من المقرر أن تُنشَر عام 2013 في الكتاب الأنثولوجي نساء خطيرات الذي من تحرير جورج ر. ر. مارتن وغاردنر دوزوا أيضاً. وحين لم يستطع مارتن إكماله، أصدَر بدلاً عنه قصة الأميرة والملكة وهي نُسخة مُختَصرة عما كتبه مارتن فيما يخصّ الحرب الأهلية التي دارت بين رينيرا تارجارين وإيجون الثاني ووالدهم فيسيريس الأول والتي عُرفت باسم رقصة التنانين.
في أبريل 2014، أعلَن مارتن أنه سيكون هنا جُزء خامس من السلسلة تحت عنوان قرية البطل، وتع أحداثها في بلاد الروافد. وفي 2015، أشارَ مارتن أنه بالإضافة لهذين الجُزئين الغير مكتملين، فإن لديه تصوّر واضح عن الأجزاء الأخرى للسلسلة، فقد ذكر 4 عناوين أخرة هي: الثرثار، والبطل، وحارس الملك، واللورد القائد، مما يجعل مجموع الأجزاء 9 لم يصدر منها سوى 3.

## التكييف
تم تكييف الروايات ككتب هزلية والتي أعيد طبعها كروايات مصورة:
- جورج، ر. ر. مارتن؛ أفيري، بن؛ ميلر، مايك س.؛ كرويل، مايك (2005). الفارس الجوَّال (ط. الثاني). الإخوة دابل. ISBN:978-0-9764011-0-0.
- جورج، ر. ر. مارتن؛ أفيري، بن؛ ميلر، مايك س.؛ كرويل، مايك (2008). السَّيف المحلَّف. مارفل. ISBN:978-0-7851-2650-8.
- جورج، ر. ر. مارتن؛ أفيري، بن؛ ميلر، مايك س. (2017). الفارس الغامض. بانتام. ISBN:978-0345549396.

كتب مارتن في عام 2014 أنه تتم مناقشة التعديلات السينمائية أو التلفزيونية للروايات. اقترح أنه نظرًا لأن إتش بي أو تمتلك حقوق التلفزيون لوضع ويستروس (إن لم يكن لشخصيات الروايات)، فسيكون من الأفضل أن تقوم إتش بي أو بتكييف الروايات أيضًا.
في 21 يناير 2021، ذكرت مجلة فارايتي أن نسخة مقتبسة من سلسلة حكايا دنك وإج، وهي مقدمة لأحداث صراع العروش، في مرحلة التطوير المبكر على شبكة إتش بي أو. تم منحه طلبًا مباشرًا للمسلسل في 12 أبريل 2023.
المسلسل من بطولة بيتر كلافي وديكستر سول أنسيل.

## وصلات خارجية
- Tales of Dunk and Egg على  قائمة كتب الإنترنت
- Review and interview نسخة محفوظة 7 أبريل 2012 على موقع واي باك مشين. on suvudu.com
- Hudson، Laura (7 أغسطس 2007). "George R. R. Martin's Adventures in Comics Part 1". بابليشرز ويكلي. مؤرشف من الأصل في 2023-11-06. اطلع عليه بتاريخ 2014-08-05.
- Hudson، Laura (14 أغسطس 2007). "Talking with George R. R. Martin Part 2". بابليشرز ويكلي. مؤرشف من الأصل في 2024-04-04. اطلع عليه بتاريخ 2014-08-05.